# Servicio (motor de auto)
Un servicio de vehículo de motor es una serie de procedimientos de mantenimiento, para mantener las condiciones normales de trabajo de un automóvil, garantizando la seguridad del movimiento. Estos procesos son llevados a cabo en un intervalo de tiempo establecido o después de que el vehículo ha recorrido una cierta distancia. Los intervalos de servicio son especificados por el fabricante del vehículo en un horario de servicio, en algunos coches modernos muestran la fecha de vencimiento para el próximo servicio en el panel de instrumentos.[cita requerida]
Los servicios completados generalmente se registran en un libro de servicio que es sellado con goma por el centro de servicio. Una historia completa del servicio agrega generalmente valor de la reventa de un vehículo.[cita requerida]

## Programación
El programa actual de mantenimiento del automóvil varía dependiendo del año, la marca y el modelo de coche, sus condiciones de conducción y el comportamiento del conductor. Los fabricantes de automóviles recomiendan el llamado horario de servicio extremo o ideal basado en parámetros de impacto tales como:mantenimiento de vehículos por kilometraje/
- Número de viajes y distancia recorridos por viaje por día.
- Condiciones extremas de calor o frío.
- Carreteras montañosas, polvorientas o descongeladas.
- Pesando el alto-y-avanza contra la larga distancia registrada.
- Remolcar un vehículo u otra carga pesada.

Los asesores de servicio experimentados en concesionarios y talleres mecánicos recomiendan intervalos de programación, que a menudo se encuentran entre el horario de servicio ideal o extremo. Se basan en las condiciones de conducción y el comportamiento del dueño del automóvil o del chofer.[cita requerida]

## Mantenimiento común
Las tareas de mantenimiento que se realizan comúnmente durante un servicio de vehículos de motor que incluyen: [cita requerida]
- Cambiar el aceite de motor.
- Reemplace del filtro de aceite.
- Reemplace del filtro de aire.
- Reemplace del filtro de combustible.
- Reemplace del filtro de la cabina.
- Reemplace de las bujías.
- Afinación del motor.
- Revisión del nivel y llenado del líquido de frenos / y el líquido del embrague.
- Revisión de pastillas de freno / revestimientos, los discos de freno / tambores y reemplácese de estos si están gastados.
- Revisión del nivel y rellene del líquido de dirección asistida.
- Comprobación del nivel y rellenado del líquido de transmisión automática / manual.
- Engrase y lubricación de los componentes.
- Inspección y reemplazo de la correa de distribución o la cadena de distribución si es necesario.
- Comprobación el estado de los neumáticos.
- Comprobación del funcionamiento correcto de todas las luces, limpiaparabrisas, etc.
- Comprobación si hay códigos de error en la ECU y tome medidas correctivas.
- Limpieza del vehículo y los interiores.
- Las partes mecánicas que pueden hacer que el coche deje de transmitir o se prueben peligrosas para el camino también se notan y se aconsejan.
- En Reino Unido, se inspeccionan y asesoran algunas piezas que no se inspeccionan en la prueba del MOT test a través de una inspección de servicio, incluyendo: componentes de embrague, caja de cambios, batería de coche y motor.[1]

### Guía de mantenimiento
| Sistema                                                    | Medición   | Medición   | Otros aspectos                                    |
|                                                            | Núm. de km | Periodo    |                                                   |
| Carga de combustible                                       |            |            | Cuando marque 1/4 de tanque                       |
| Aditivos para gasolina                                     |            | Mensual    |                                                   |
| Aditivo para aceite de motor                               |            | Semestral  |                                                   |
| Motor                                                      |            |            |                                                   |
| Afinación                                                  | 10,000     |            | O según manual del fabricante                     |
| Lavado de inyectores                                       | 10,000     |            | O según manual del fabricante                     |
| Cambio de filtros: aire, gasolina y aceite                 | 10,000     |            | O según manual del fabricante                     |
| Cambio de bujías                                           | 10,000     |            | O según manual del fabricante                     |
| Cambio de aceite de motor                                  | 10,000     |            | O según manual del fabricante                     |
| Lavado de cuerpo de aceleración                            |            |            | Opcional                                          |
| Clutch (embrague)                                          |            |            |                                                   |
| Disco, plato y collarín                                    |            | Anual      | solo si se requiere                               |
| Fluidos                                                    |            |            | Cada carga de tanque de gasolina                  |
| Anticongelante                                             |            |            | Cada carga de tanque de gasolina                  |
| Aceite de motor                                            |            |            | Cada carga de tanque de gasolina                  |
| Líquido de frenos                                          |            |            | Cada carga de tanque de gasolina                  |
| Aceite de la dirección                                     |            |            | Cada carga de tanque de gasolina                  |
| Aceite de transmisión                                      |            |            | Cada carga de tanque de gasolina                  |
| Agua de limpiaparabrisas                                   |            |            | Cada carga de tanque de gasolina                  |
| Electrolito de batería                                     |            | Trimestral |                                                   |
| Sistema de frenos                                          |            |            |                                                   |
| Ajuste de frenos                                           | 10,000     |            | O según manual del fabricante                     |
| Cambio de balatas                                          | 50,000     |            | O según manual del fabricante                     |
| Mangueras                                                  | 50,000     |            | O según manual del fabricante                     |
| Rotores y tambores                                         |            | Semestral  | O según manual del fabricante                     |
| Revisión de neumáticos                                     |            |            |                                                   |
| Rotación de neumáticos                                     |            |            | Revisar fecha de caducidad y/o desgaste           |
| Cambio de neumáticos                                       |            |            |                                                   |
| Presión de aire                                            |            | Semanal    | 30 lbs. delanteras y 35 lbs. traseras (compactos) |
| Alineación y balanceo                                      |            | Semestral  |                                                   |
| Llanta de refacción, presión de aire y balanceo            |            | Semanal    |                                                   |
| Herramientas básicas (gato, llave, pinzas, destornillador) |            | Mensual    |                                                   |
| Carrocería                                                 |            | Semestral  |                                                   |
| Pulido y encerado de carrocería                            |            | Semestral  |                                                   |
| Lavado de carrocería                                       |            | Quincenal  |                                                   |
| Lavado de vestiduras                                       |            | Semestral  |                                                   |
| Lavado de motor y chasis                                   |            | Semestral  |                                                   |
| Engrasado de chasis                                        |            | Semestral  |                                                   |
| Plumas limpiaparabrisas                                    |            | Semestral  |                                                   |
| Revisión de encendido de motor                             |            |            |                                                   |
| Bobina                                                     |            | Semestral  |                                                   |
| Batería                                                    |            | Semestral  |                                                   |
| Cables de bujía                                            |            | Semestral  |                                                   |
| Sistema eléctrico                                          |            |            |                                                   |
| Alternador                                                 | 50,000     | Semestral  |                                                   |
| Marcha (Motor de arranque)                                 |            | Semestral  |                                                   |
| Revisión y cambio de focos y fusibles                      |            | Mensual    | Cuando se detecte falla                           |
| Sistema de enfriamiento                                    |            |            |                                                   |
| Revisión de banda o correa de distribución                 | 60,000     |            | O según manual del fabricante                     |
| Bomba de agua                                              | 40,000     |            | O según manual del fabricante                     |
| Mangueras                                                  | 40,000     |            | O según manual del fabricante                     |
| Tapón de radiador                                          | 60,000     |            | O según manual del fabricante                     |
| Termostato                                                 | 40,000     |            | O según manual del fabricante                     |
| Revisión y reparación de suspensión y dirección            |            |            |                                                   |
| Amortiguadores                                             | 50,000     |            |                                                   |
| Bujes y rótulas                                            | 50,000     |            |                                                   |
| Retenes y rodamientos                                      |            |            |                                                   |
| Baleros y retenes de ruedas                                | 50,000     |            |                                                   |
| Documentación                                              |            |            |                                                   |
| Pago de tenencia vehicular                                 |            | Anual      |                                                   |
| Verificación vehicular                                     |            | Semestral  |                                                   |
| Seguro del vehículo                                        |            | Anual      |                                                   |

- Nota: toda esta información deberá ser corroborada con el manual de cada automóvil  en particular.[2]